# Utetes juniperi
Utetes juniperi är en stekelart som först beskrevs av Fischer 1964.  Utetes juniperi ingår i släktet Utetes och familjen bracksteklar. Inga underarter finns listade i Catalogue of Life.